# ТСОАВІАХІМ
ТСОАВІАХІМ (за правописом 1928 року також ТСОАВІЯХЕМ; Товариство сприяння обороні, авіаційному і хімічному будівництву; рос. ОСОАВИАХИМ — Общество содействия обороне, авиационному и химическому строительству) — масова мілітаризована оборонно-патріотична громадська організація в СРСР, яка існувала з 1927 до 1948 року. Була попередником ДТСААФ.

## Історія

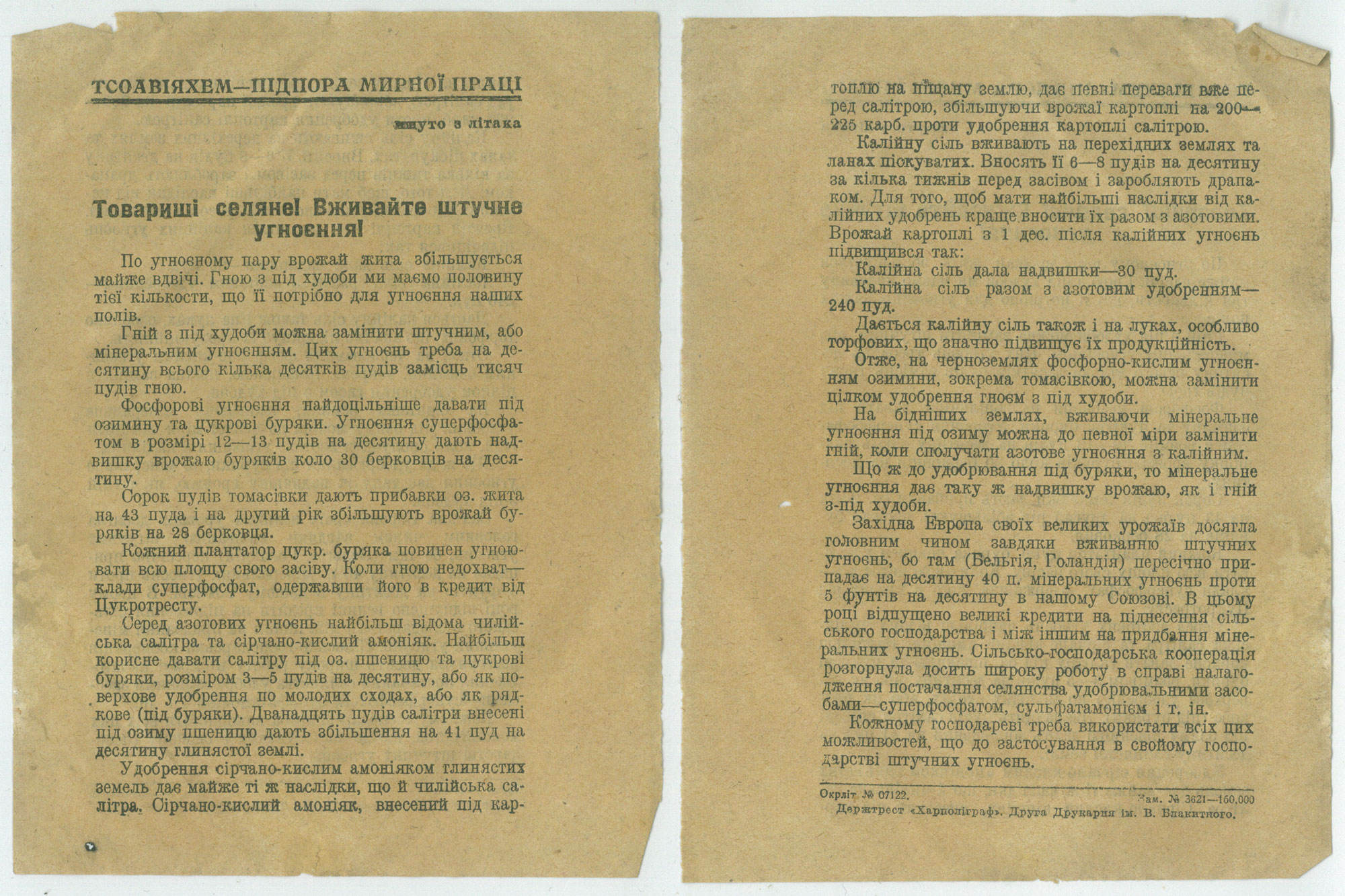
Листівка ТСОАВІЯХЕМ українською мовою (харківський правопис) з пропагандою для селян використання штучних добрив. На листівці присутній напис «кинуто з літака».
Останні роки НЕПу, 1927-28 роки

Утворена 23 січня 1927 року злиттям «Авіахіма» і Товариства сприяння обороні СРСР.
Офіційно основними завданнями були: сприяння розвитку авіаційної промисловості, поширення військових знань і проведення оборонно-масової роботи серед населення. ТСОАВІАХІМ налічував 14 млн членів, об'єднаних у 329 тис. первинних організацій. У них навчалося 30-ти військовим спеціальностям 2 млн. 600 тис. осіб.
Влітку 1933 року близько 22 тисяч членів ТСОАВІАХІМу були залучені до охорони полів, відтак їх було використано у механізмі Голодомору.
За роки німецько-радянської війни було підготовлено понад 400 тис. медичних сестер і сандружинниць, понад 98 млн.осіб пройшло курс навчання з протихімічної оборони. Організація провела велику роботу з розміновування і збору трофейного майна на звільнених територіях, підготувало понад 10 тис. інструкторів і близько 132 тис. саперів.
У 1947 року ТСОАВІАХІМ нагороджений орденом Червоного Прапора.
У лютому 1948 року на його базі було утворено три самостійні організації:
- ДОСАРМ рос. Добровольное общество содействия армии.
- ДОСАВ рос. Добровольное общество содействия авиации.
- ДОСФЛОТ рос. Добровольное общество содействия флоту.

У серпні 1951 року всі вони були об'єднані в ДТСААФ СРСР.
У 1991 року ДТСААФ СРСР був перетворений на Союз оборонних спортивно-технічних організацій суверенних держав (Союз ОСТО), потім в ДТСААФ РРФСР і РОСТО (Російська оборонна спортивно-технічна організація).